# Harvey Spencer Lewis
Harvey Spencer Lewis (25 novembre 1883 - 2 août 1939) est le fondateur de l'Ancien et Mystique Ordre de la Rose-Croix (AMORC), dont il fut le premier Imperator (responsable mondial), de 1915 à 1939. Cet ordre est considéré aujourd'hui comme l'organisation rosicrucienne la plus active

## Biographie
H. Spencer Lewis nait à Frenchtown, New Jersey, États-Unis, et devient journaliste. De 1904 à 1909, il anime le New York Institute for Psychical Research, un groupe composé de scientifiques et de savants, se consacrant à l'étude des médiums ainsi qu'aux phénomènes spirites et psychiques.
Animé par un intérêt particulier pour la Rose-Croix, il cherche à entrer en contact avec ses membres. C'est vers la France, théâtre des dernières activités rosicruciennes connues au début du XXe siècle, que ses recherches l'orientent. Il se rend à Toulouse où « la dernière branche des Rose-Croix» est réputée encore active. Il indique avoir été initié le 12 août 1909, avant d'être désigné pour organiser une résurgence rosicrucienne aux Etats-Unis. Certains auteurs mettent en cause cet évènement indiquant qu'il n'existe pas de preuve de cette initiation. De son côté, l'AMORC a publié plusieurs documents d'archives pour y répondre.
Le projet de résurgence des activités rosicruciennes aux États-Unis fait d'abord l'objet d'une communication publique à New York en février 1915, assortie d'une conférence le 03 mars suivant . La première assemblée composée d'une cinquantaine de membres de l'organisation se tient le 1er avril 1915. À cette occasion, il est élu Imperator, titre traditionnel en usage depuis le XVIIe siècle, servant à désigner le plus haut dignitaire de l'organisation. La structure hiérarchique rosicrucienne en douze degrés, connue depuis 1777, est également adoptée.
Des historiens prêtent à Harvey Spencer Lewis d'avoir été en lien avec la cantatrice passionnée d'occultisme, Emma Calvé, lors des tournées de cette dernière aux États-Unis pendant la Grande guerre, sans toutefois pouvoir l'étayer.

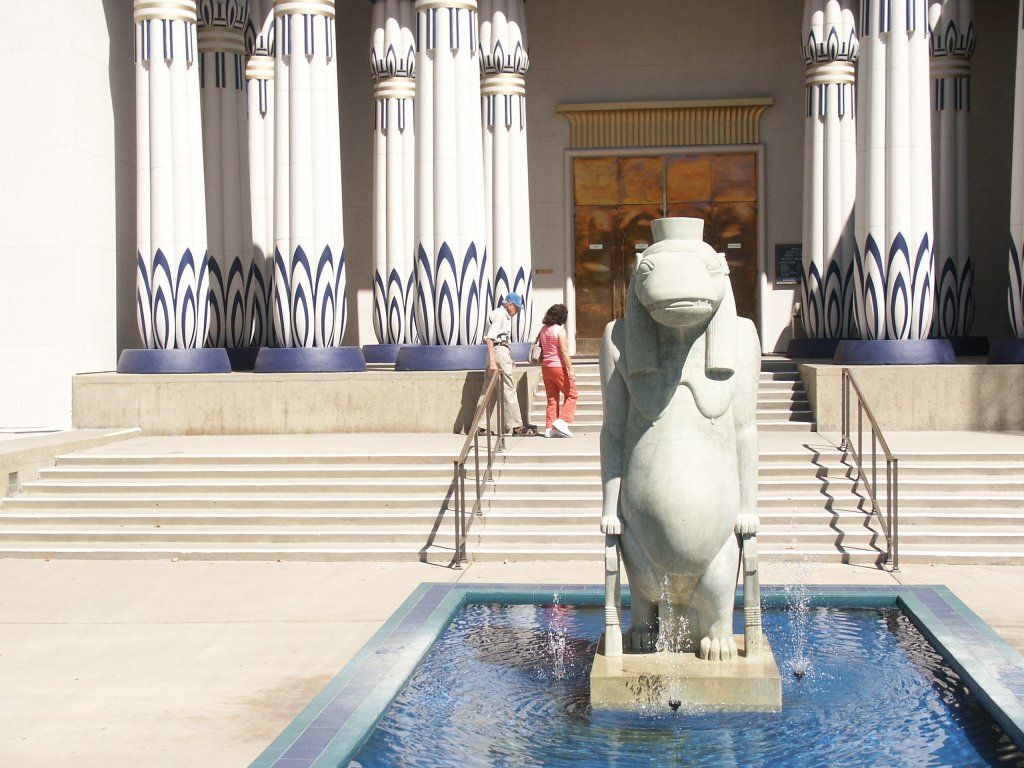
Entrée du musée égyptien de l'AMORC à San Jose, en Californie.

En 1934, il est nommé par Augustin Chaboseau légat de l'Ordre martiniste traditionnel pour les Etats-Unis d'Amérique. En août de cette même année est organisé à Bruxelles un Convent international d'ordres initiatiques où est créée la F.U.D.O.S.I (Fédération Universelle des Ordres et Sociétés Initiatiques - aujourd'hui dissoute). Harvey Spencer Lewis en est nommé l'un des trois Imperators, sous le nom mystique de Sar Alden.
En 1937, il se marie à Martha, qui voyage avec lui en Égypte, durant le Grand Tour de l'Égypte (sorte de pèlerinage rosicrucien).
Son fils, Ralph Maxwell Lewis, second Imperator de l'AMORC sera l'auteur de l'autobiographie Cosmic Mission Fulfilled  (ISBN 0912057904), en français : Mission cosmique accomplie.
Harvey Spencer Lewis avait également créé une radio rosicrucienne et intervenait parallèlement sur les ondes d'autres radios.

## Créations et inventions

### Luxatone
Le Luxatone (ou orgue de couleur) est un appareil qui convertit les signaux sonores en couleurs. Le résultat est affiché sur un écran de forme triangulaire.

### Cosmic Ray Coincidence Counter
Selon des connaisseurs du mouvement rosicrucien, Harvey Spencer Lewis aurait créé dans les années 1930 un prototype de compteur Geiger capable de détecter la radioactivité.

### Sympathetic Vibration Harp
Toujours selon des connaisseurs du mouvement rosicrucien, Harvey Spencer Lewis aurait créé un outil de détection des vibrations sympathiques, sous forme de harpe.